# 韩晓黎
韩晓黎（1954年1月—），男，中国电影企业家，曾任中国电影集团公司总经理，中国电影家协会理事，中国电影发行放映协会副会长、会长。